# Авдеев, Назарий
Наза́рий Авде́ев (XVII век) — подьячий Русского государства. Подробности биографии неизвестны. 
С июня 1671 года по декабрь 1682 года служил в Рязанском столе Поместного приказа. 10 октября 683 года упоминается в качестве межевщика в Одоевском уезде, выполнявшим эту работу вместе со стольником Яковом Артемьевичем Михневым.